# Macrochaetus collinsi
Macrochaetus collinsi ist eine Art der Gattung Macrochaetus aus dem Stamm der Rädertierchen (Rotatoria).

## Beschreibung und Verbreitung
Die Tiere werden ungefähr 230 µm lang und sind an Kopf, Rumpf und Fuß gepanzert, die Panzerränder sind fein gezähnelt. Auf dem Rücken befinden sich zehn lange Cuticulastacheln. Auf dem Kopf befindet sich ein rotes Auge. Die Tiere bewegen sich sehr langsam. Sie leben vor allem in subtropischen und tropischen Gewässern, in der gemäßigten Zone sind sie extrem selten.

## Verwandte Arten (Auswahl)
- Macrochaetus subquadratus – Panzerrücken mit 14 Stacheln.